# Симхон, Шалом
Шалом Симхон (ивр. שלום שמחון‎; род. 7 декабря 1956 года, Кфар-Сава, Израиль) — израильский политик, депутат кнессета от партий «Ацмаут» и «Авода».

## Биография
Шалом Симхон родился 7 декабря 1956 года в городе Кфар-Сава. Проходил службу в танковых войсках Армии обороны Израиля, дослужился до звания старшина, командовал танком.
В 1996 году был избран в кнессет от партии «Авода», вошел в состав комиссии по экономике и финансовой комиссии. В 1999 году был переизбран в кнессет 15-го созыва, работал в комиссии по экономике, комиссии кнессета и комиссии по труду, благосостоянию и здравоохранению. Получил должность председателя финансовой комиссии. В правительстве Ариэля Шарона (29), где занял пост министра сельского хозяйства, но 2 ноября 2002 года, его сменила Ципи Ливни.
В 2003 году вновь был избран в кнессет (16-го созыва), членствовал в комиссии кнессета, был председателем финансовой комиссии. В новом правительстве Шарона работал министром экологии, в период с 23 января по 23 ноября 2005 года. В кнессете 17-го созыва (избран 2006 году) сохранил членство в комиссии кнессета, получил пост председателя комиссии по экономике. В правительстве Эхуда Ольмерта (31) получил пост министра сельского хозяйства.
Перед выборами в кнессет 18-го созыва занял 12-е место в партийном списке Аводы, вошел в состав кнессета, так как партия получила тринадцать мандатов. В правительстве Биньямина Нетаньяху (32) сохранил пост министра сельского хозяйства.
17 января 2011 года вместе с несколькими другими депутатами кнессета основал новую фракцию — «Ацмаут», после того, как министры от Аводы покинули правительственную коалицию, после перераспределения министерских портфелей получил должность министра промышленности, торговли и занятости Израиля.
Симхон женат, проживает в мошаве Эвен Менахем, имеет двоих детей.